# Sendim da Ribeira
Sendim da Ribeira is een plaats (freguesia) in de Portugese gemeente Alfândega da Fé en telt 118 inwoners (2001).